# 영인초등학교
영인초등학교는 대한민국 충청남도 아산시 영인면 아산리에 있는 공립 초등학교다.

## 연혁
| 1911년 | 9월 1일   | 아산공립보통학교 개교                                  |
| 1938년 | 4월 1일   | 영인욱공립심상소학교 개칭                              |
| 1941년 | 4월 1일   | 영인욱공립국민학교 개칭                                |
| 1943년 | 3월 8일   | 신화분교장 분리                                        |
| 1949년 | 12월 31일 | 영인국민학교 개명                                      |
| 1967년 | 3월 1일   | 백석포분교장 분리                                      |
| 1981년 | 3월 1일   | 병설유치원 개원                                        |
| 1994년 | 3월 2일   | 급식학교 운영                                          |
| 1996년 | 3월 1일   | 영인초등학교로 개명                                    |
| 2001년 | 2월 4일   | 농ㆍ어촌 초등거점학교 지정                             |
| 2007년 | 3월 1일   | 백석포초등학교 통폐합                                  |
| 2011년 | 2월 11일  | 제98회 졸업식(졸업생 총수 8940명)                      |
| 2011년 | 3월 2일   | 초등학교 6학급, 유치원 1학급 편성, 특수학급 1학급 편성 |
| 2014년 | 2월 13일  | 제101회 졸업식(졸업생 총수 9023명)                     |
| 2014년 | 3월 1일   | 초등 6학급, 특수 1학급 편성                            |
| 2016년 | 2월 5일   | 제103회 졸업식(졸업생 총수 9071명)                     |
| 2016년 | 3월 2일   | 초등 6학급, 특수 1학급 편성                            |
| 2017년 | 2월 10일  | 제104회 졸업식(졸업생 총수 9095명)                     |
| 2017년 | 3월 2일   | 초등 6학급, 특수 1학급 편성                            |

## 참고 자료
- 영인초등학교 - 한국교육학술정보원 학교알리미